# Paul Otlet
Paul Marie Ghislain Otlet (Bruxelles, 23 agosto 1868 – Bruxelles, 10 dicembre 1944) è stato un bibliografo belga.
Con Henri La Fontaine fu il padre della Classificazione Decimale Universale (CDU). Paul Otlet è noto anche per la sua mente visionaria, capace di concepire e inseguire disegni utopici come il Mundaneum o la Cité Mondiale.

## Biografia

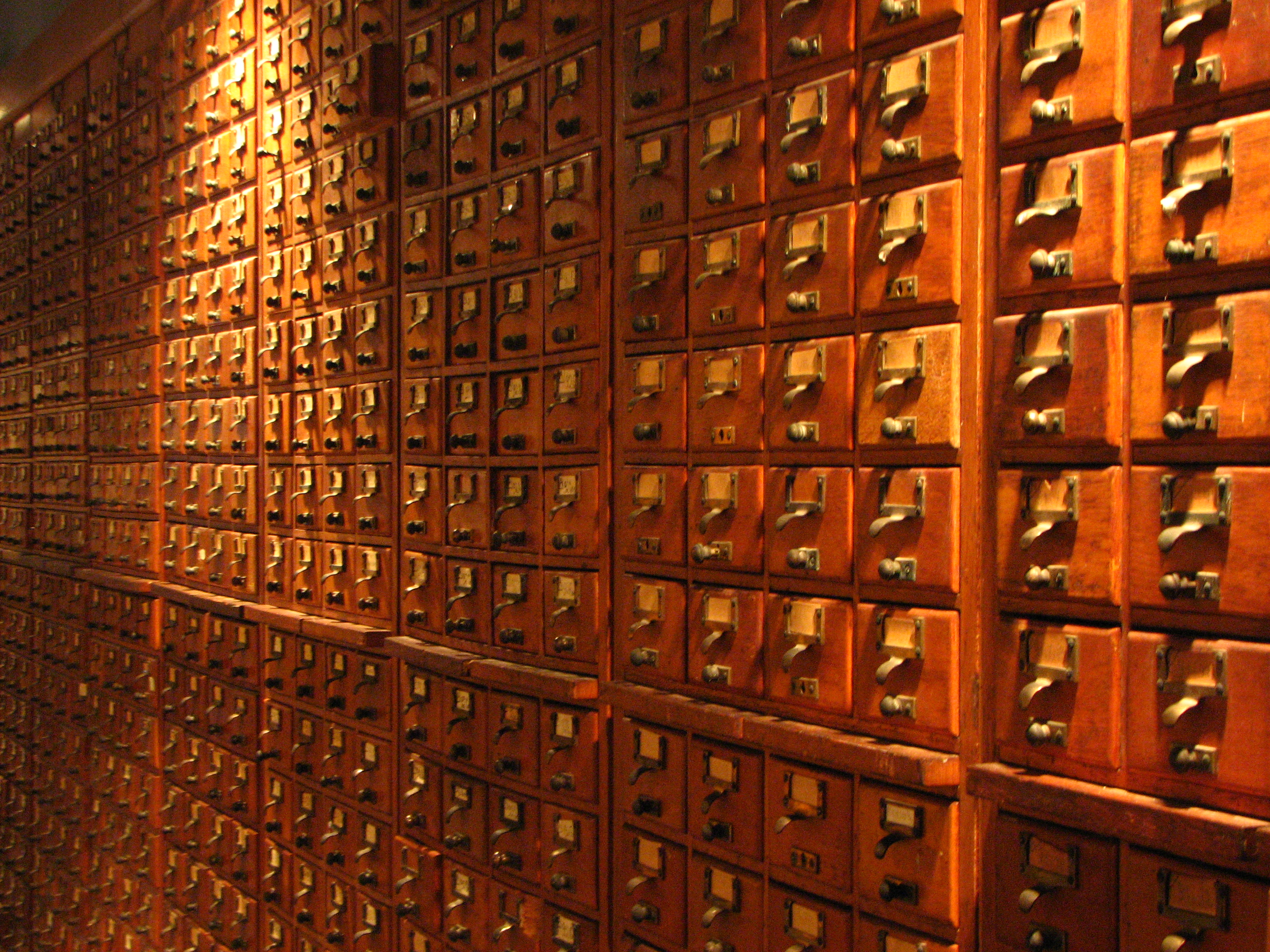
Schedario catalografico del Système Bibliographique Universel, nel Mundaneum

Illustrazione di A World Center, di Hendrik Christian Andersen

Figlio di Édouard Otlet, finanziere che ha fatto fortuna nelle tranvie, e di Maria Van Mons, Paul Otlet nasce a Bruxelles il 23 agosto 1868. Studia al collège Saint-Michel a Bruxelles e si iscrive in Giurisprudenza all'Università cattolica di Lovanio prima di perdere la fede e di iscriversi all'Università libera di Bruxelles. Si specializza a Parigi.
Paul Otlet si distingue con i suoi riguardi alla bibliografia, con la creazione nel 1895 dell'Ufficio internazionale di bibliografia grazie al quale istituirà il sistema di Classificazione Decimale Universale (CDU) e lo standard di 125 per 75 mm imposto alle schede bibliografiche, tuttora in vigore nelle biblioteche di tutto il mondo. Padre della documentazione, Otlet ebbe prima dell'ora, l'intuizione di internet: "Si può immaginare il telescopio elettrico, che permette di leggere da casa sua dei libri esposti nella sala teleg delle grandi biblioteche, alle pagine chieste in anticipo. Sarà il libro telefonato".
Scrive il suo primo libro, L'Ile du Levant (L'Isola del Levante) all'età di quattordici anni. Proclamato dottore in diritto il 15 luglio 1890, svolge il suo stage presso Edmond Picard (1836-1924), rinomato giurista, fondatore del Journal des Tribunaux et des Pandectes e che sarà, alcuni anni dopo, uno dei primi senatori socialisti del Belgio. Nel 1891, Otlet pubblica assieme a Pierre Blanchemerle, Joseph Cassiers e Max Hallet Le Sommaire périodique des revues de droit (Il Sommario periodico delle riviste di diritto), tavole mensili di tutti gli articoli giuridici pubblicati nei mensili belgi. Risale a quest'epoca la sua passione per la bibliografia. L'anno seguente, scrive uno saggio sulla teoria bibliografica.
A partire dal 1895 dedica tutte le sue energie al Mundaneum e alle numerose opere che ha creato attorno a questo progetto centrale. Durante la prima guerra mondiale risiede in Svizzera e in Francia e perde uno dei suoi figli sul fronte dell'Yser. Pacifista nell'anima, si mette a lavorare al progetto di una Società delle Nazioni che garantirebbe la pace con l'arbitraggio dei conflitti. Nell'ottobre 1914, pubblica il suo Traité de paix générale (Trattato di pace generale), carta mondiale che dichiara i diritti dell'umanità e organizza la confederazione degli stati. Nel 1916, presiede a Losanna al Congresso delle nazionalità. Nel 1917, La construction de la Société des Nations (La costruzione della Società delle Nazioni) descrive le modalità pratiche della fondazione della Società delle Nazioni.
Tra le due guerre, prosegue il suo progetto di costruzione di una Cité Mondiale (Città mondiale) e cerca di mantenere il Mundaneum in attività malgrado le numerose sventure. Le difficoltà, l'incomprensione generale di cui sono oggetto i suoi progetti, intristiscono i suoi ultimi anni. Nel 1934, pubblica il suo famoso Traité de documentation (Trattato di documentazione), vero e proprio testamento filosofico. Muore il 10 dicembre 1944.

## Opere
- (FR) Traité de documentation. Le livre sur le livre. Théorie et pratique, Bruxelles, Editiones Mundaneum, 1934.